# Tang Zhen
Tang Zhen (chinesisch 唐甄, Pinyin Táng Zhēn, W.-G. T’ang Chen; geboren 1630; gestorben 1704), zi: Zhuwan 鑄萬, hao: Puting 圃亭, war ein chinesischer Denker aus der Zeit der frühen Qing-Dynastie.

## Leben und Werk
Tang stammte aus Dazhou 達州 (dem Kreis Da 達縣, heute Dachuan, Provinz Sichuan). Außer einer zehnmonatigen Karriere als Kreismagistrat widmete Tang sein ganzes Leben dem Studium der konfuzianischen Klassiker.  Er betrachtete sich als Nachfolger von Wang Yangming (1472–1529). Tatsächlich jedoch ging er weit über Wangs Theorie hinaus. Zuerst wandte er sich gegen das leere Gerede der Neokonfuzianer über Geist und Natur und vertrat die Einheit von Wissen und Praxis. Dabei vertrat er den Standpunkt, dass praktische Erfolge aus der vollkommenen Kultivierung des Geistes und der Natur resultierten und diese reflektierten. Heftige Angriffe richtete er gegen die feudale Monarchie, er behauptete, dass Könige und Herrscher alle Räuber und Diebe wären. Sein Hauptwerk ist das Qianshu (潜書,  Qiánshū,  Ch’ien-shu, etwa: Buch über private Gedanken).
Der Sinologe Jacques Gernet hat von seinem einzigen Hauptwerk eine Übersetzung ins Französische angefertigt.

## Werke
- Qianshu 潜书  (Zhonghua shuju, 1963)

Ein Kommentar zum Qianshu (Qianshu zhu 潜书注) erschien 1984 im Verlag Sichuan renmin chubanshe (vgl. HYDZD-Bibliographie 2194)
(frz. Übers.) Tang Zhen, Ecrits d'un sage encore inconnu. Trad., présentation et notes. Jacques Gernet, 1992, ISBN 2-07-072440-9 (Connaissance de l’Orient)